# Tableaux de la chapelle Cerasi (Caravage)
Vous lisez un « article de qualité » labellisé en 2017.
Les tableaux de la chapelle Cerasi forment un ensemble de deux toiles de grand format peintes par Caravage entre 1600 et 1601 ou 1604 sur une commande initiale de Tiberio Cerasi, trésorier général du pape, pour être installées dans une chapelle privée de l'église Santa Maria del Popolo de Rome où elles sont toujours conservées. L'architecture de la chapelle est due à Carlo Maderno et les tableaux de Caravage encadrent une autre œuvre, l’Assomption de la Vierge commandée à Annibale Carrache à qui l'on confie également la peinture à fresque de la voûte. C'est une commande prestigieuse dont bénéficie Caravage, dont la renommée est bien installée dans le milieu artistique romain depuis sa récente production des tableaux de la série des saint Matthieu dans la chapelle Contarelli de l'église Saint-Louis-des-Français. Pour bon nombre de critiques et historiens d'art, il s'agit d’œuvres majeures dans la carrière de Caravage, qui n'a pas encore 30 ans lorsqu'il les réalise.
Les deux œuvres, qui représentent respectivement une Conversion de saint Paul et un Crucifiement de saint Pierre, auraient été d'abord rejetées puis remplacées par deux huiles sur toile et non plus sur bois, sur les mêmes thèmes mais qui, cette fois, auraient été acceptées : ce sont ces deux toiles qui ornent la chapelle. Cette succession d’œuvres acceptées ou refusées complique la tâche des historiens de l'art qui débattent sur la datation exacte des deux tableaux et sur leur position dans la chronologie des œuvres de la période romaine de Caravage.
Seule la première version de la Conversion est identifiée de nos jours et appartient à une collection privée : il n'existe aucune trace du premier tableau du Crucifiement. Toutefois, des doutes importants pèsent sur cette interprétation historique, car il n'est pas du tout établi que les premières versions des tableaux aient réellement essuyé de refus. Il est en revanche certain qu'il existe un écart de style considérable entre la première et la seconde version de la Conversion.
Chacun de ces tableaux s'inscrit dans le style que Caravage développe depuis plusieurs années et qui renvoie aux principes borroméens de la Réforme catholique. Le style dépouillé et empreint de naturalisme du jeune peintre lombard s'oppose clairement au maniérisme de l'époque ; la proximité de ses tableaux avec celui de Carrache en témoigne de façon très vivace. Caravage prend d'ailleurs grand soin d'insérer ses œuvres dans le contexte de la chapelle, c'est-à-dire d'adapter son travail à la fois aux peintures avoisinantes (tableau d'autel, fresques de la voûte) mais aussi aux conditions particulières dans lesquelles sont placés les spectateurs, ce qui l'oblige à déformer certains éléments de perspective pour se conformer à la situation d'observation dans cette étroite chapelle.

## Présentation

Le Crucifiement de saint Pierre.
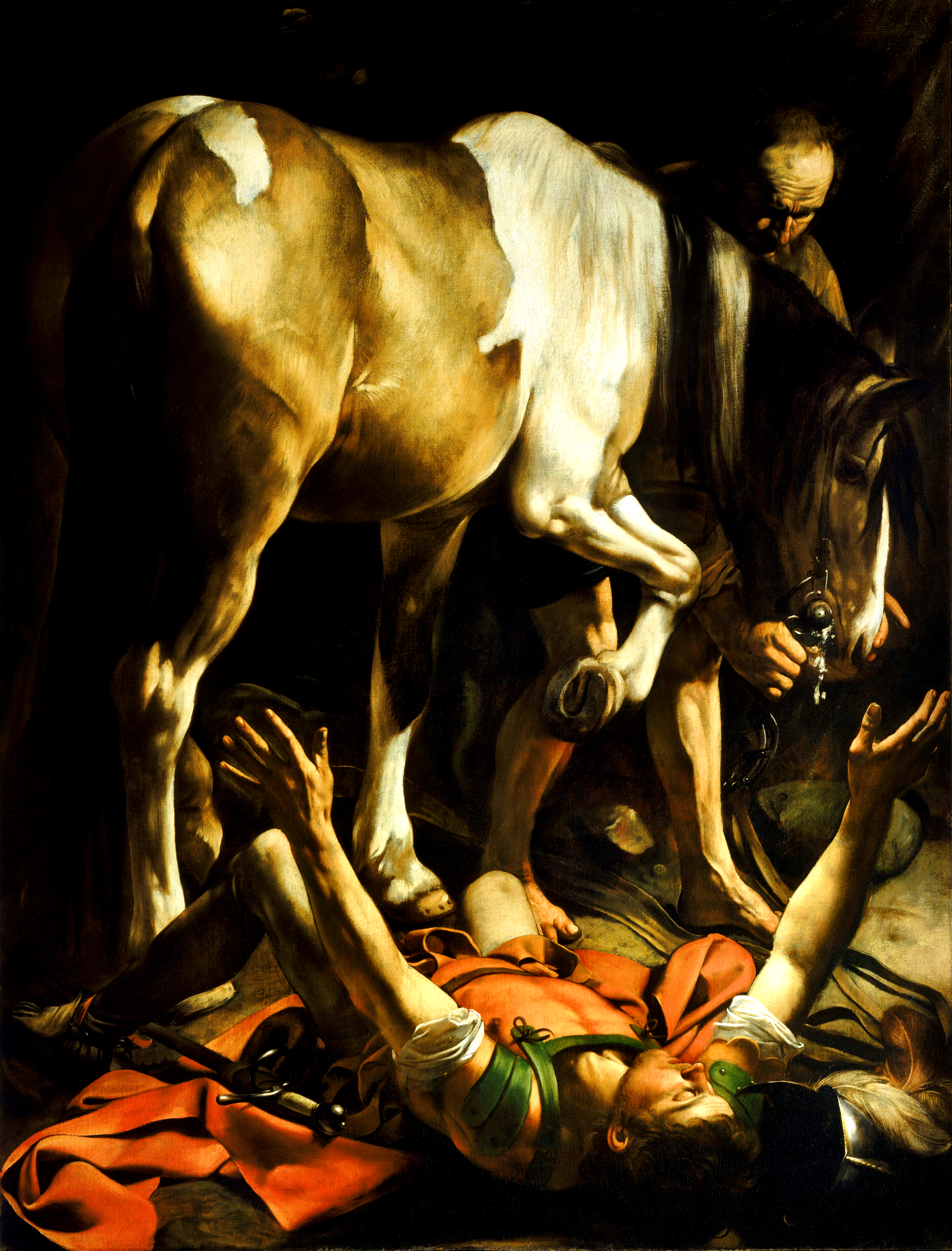
La Conversion de saint Paul.

Les deux tableaux peints par Caravage et installés dans la chapelle Cerasi (it) sont peints à l'huile sur toile. Ils encadrent un tableau d'autel dû à Annibale Carrache ; le tableau de gauche représente le crucifiement de saint Pierre, et celui de droite la conversion de saint Paul. Il est admis que ces deux œuvres constituent en réalité une seconde version proposée par Caravage, puisque chaque tableau a connu une version antérieure (peinte sur bois, conformément à la commande initiale) : mais les chercheurs débattent encore pour déterminer s'il y a eu formellement un rejet des premières versions.

### Description

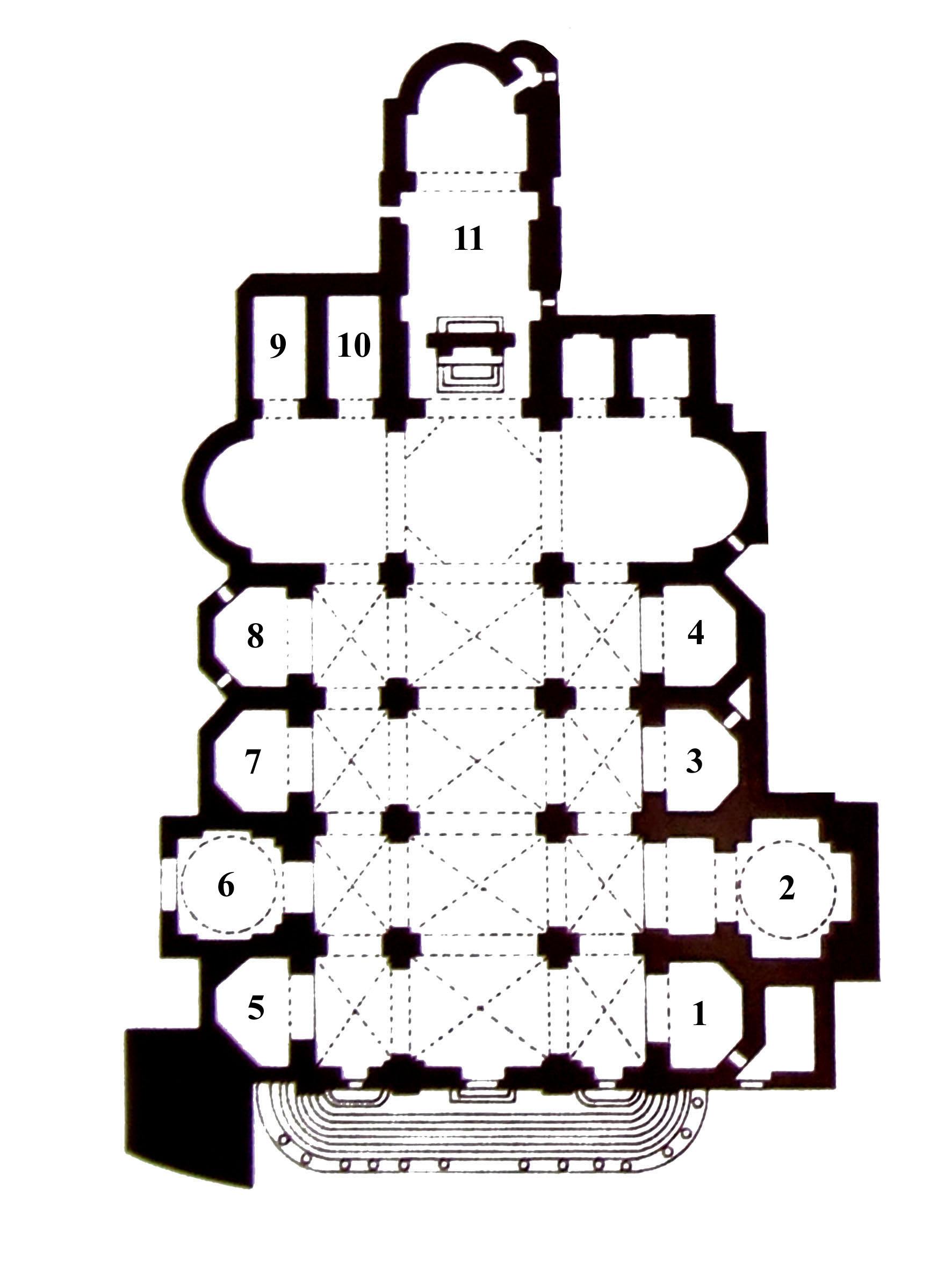
Plan de l'église Santa Maria del Popolo à Rome. La chapelle Cerasi est située à l'emplacement 10, tout près de l'autel central.

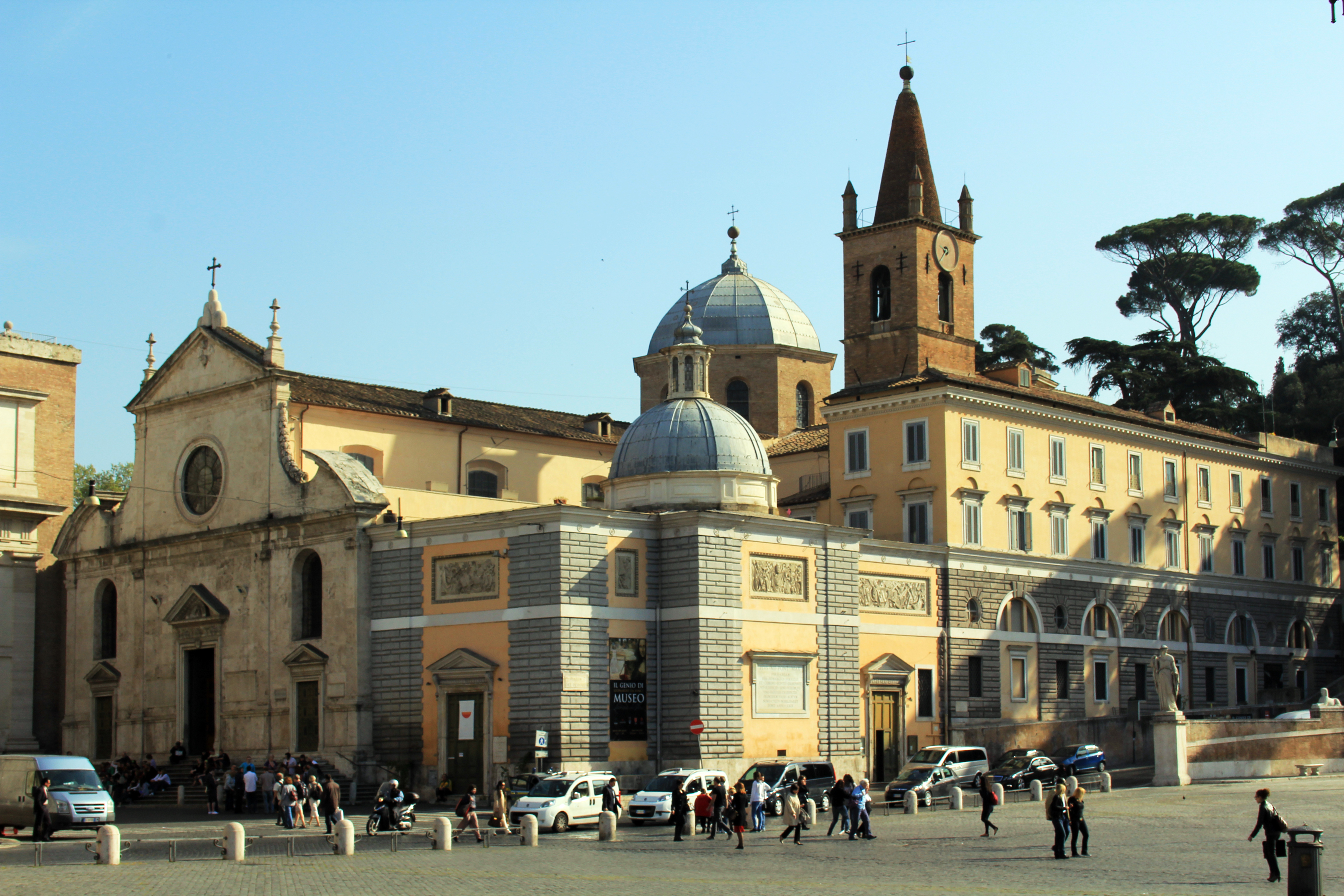
L'église Santa Maria del Popolo abrite les peintures de Caravage et de Carrache, ainsi que d'autres œuvres d'artistes importants comme Raphaël ou Le Bernin.

Chaque tableau offre une focalisation sur un personnage central, Pierre à gauche et Paul à droite, chacun étant entouré de personnages secondaires peu nombreux et tout à fait anonymes. De nombreux parallèles peuvent être établis entre les deux œuvres, à la fois dans le domaine de la composition, de la couleur, de la taille, etc. Les deux personnages de Pierre et de Paul sont allongés sur le dos, les bras ouverts : Pierre y est contraint par le crucifiement, mais la position similaire de Paul est un libre choix de l'artiste — choix qui n'avait pas été fait, d'ailleurs, dans la première version puisque Paul se cachait le visage avec les mains. La Vierge représentée par Carrache sur le tableau d'autel a également les bras grands ouverts.
Dans chaque tableau, une pièce d'étoffe occupe le coin inférieur (droit et gauche, respectivement). Leur couleur marquée (bleue pour l'une, rouge pour l'autre) attire le regard et peut être associée à un sens symbolique : les drapés rouges aux côtés de Paul peuvent évoquer les flots de sang chrétien qu'il devait faire couler en partant en mission à Damas, tandis que la couleur bleue du manteau de Pierre peut certes rappeler le bleu marial que Carrache affiche de manière splendide sur sa Vierge, mais témoigne surtout de l'intention de Caravage d'atténuer sa palette et de se cantonner aux plus modestes tons de terre, de noir de charbon, de blanc de plomb et de vert-de-gris. Le commanditaire avait pourtant spécifiquement insisté pour que le bleu outremer soit employé, en raison de son coût exorbitant et donc de la position sociale qu'il représente.

### Choix iconographiques
L'épisode du crucifiement de Pierre ne se trouve pas dans le Nouveau Testament mais dans un texte apocryphe du IIIe siècle, les Actes de Pierre, qui présente le martyre du saint. La scène est reprise dix siècles plus tard par Jacques de Voragine dans sa Légende dorée : il y indique que Pierre, condamné à mort par Néron, demande à être crucifié la tête en bas car il s'estime « [indigne] de mourir de la même façon que [son] Maître Jésus ». Quant à la scène de la conversion de Paul, elle fait référence à un épisode de la vie du saint repris dans ses épîtres mais surtout dans le chapitre 9 des Actes des Apôtres : Saül alias Paul de Tarse (il prend le nom de Paul après sa conversion) est un pharisien chargé de poursuivre et de persécuter les chrétiens ; alors qu'il se rend à Damas, il est saisi sur la route par un éblouissement violent qui le jette à bas de son cheval et lui fait entendre la voix du Christ.
Le choix des thèmes des tableaux procède d'une logique symbolique : Pierre et Paul que traite Caravage sont les saints patrons de la ville de Rome et la Vierge que traite Carrache est la dédicataire de l'église elle-même. Il est donc courant à Rome de traiter d'épisodes de la vie de saint Pierre et de saint Paul ; en revanche, l'association de ces deux épisodes particuliers est inhabituelle : la conversion de Paul est généralement plutôt associée à la remise des clés par le Christ à saint Pierre. Il y a toutefois un précédent d'importance : Michel-Ange a peint à fresque ces deux mêmes épisodes pour le pape Paul III dans sa chapelle palatine ; il s'agit même de la dernière fresque réalisée par l'artiste dans les années 1540. Par conséquent, il est envisageable qu'il y ait chez le commanditaire une volonté de mettre en compétition le jeune Caravage avec le vieux maître de la Renaissance.
Le choix de ces deux scènes procède en tout cas d'une volonté d'exprimer une symétrie entre deux morts mystiques : celle de Paul qui meurt au monde pour renaître dans le Christ et celle plus littérale de Pierre qui va trouver sa récompense dans les cieux. Cette symétrie se retrouve dans les positions de chacun des deux saints, tous deux les bras en croix.

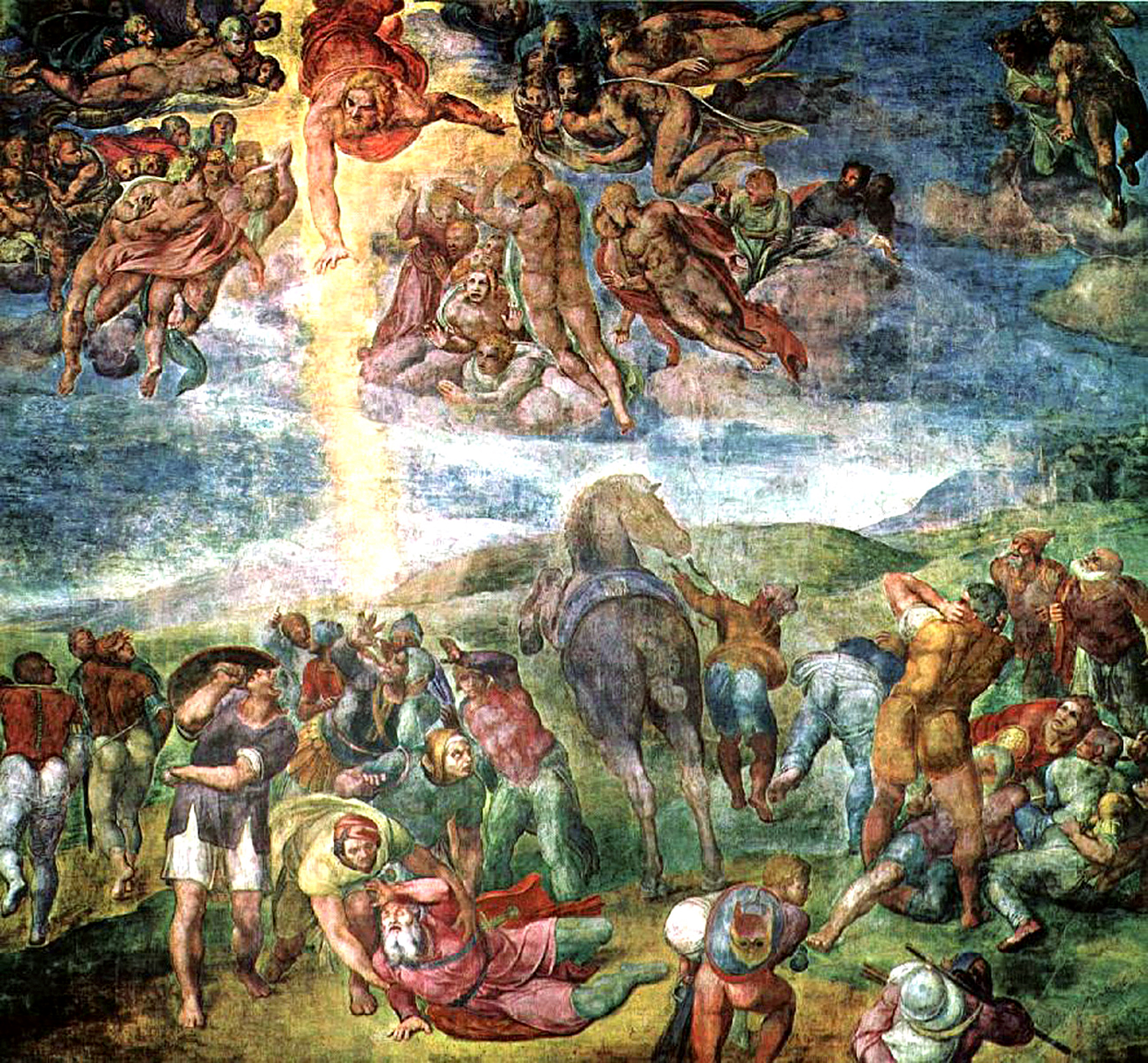
La Conversion de saint Paul de Michel-Ange.
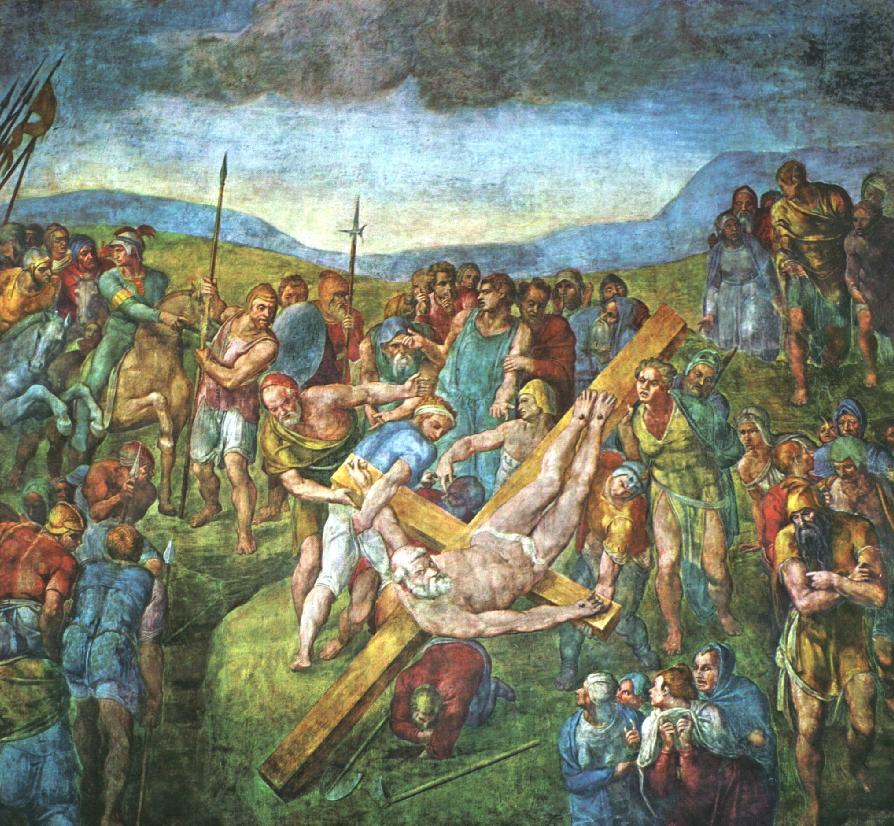
Le Martyre de saint Pierre de Michel-Ange.

## Datation

### Historiographie
Au XVIIe siècle, trois biographes jouent un rôle important dans la connaissance de la vie et de l’œuvre de Caravage : Mancini, Baglione puis Bellori. Mancini, le premier, cite « [les tableaux] à l'église du Popolo, la chapelle Cerasi » mais c'est Baglione (ennemi affirmé de Caravage) qui entre dans le détail des tableaux, et qui affirme qu'ils sont rejetés. Giovan Pietro Bellori, à sa suite, cite à nouveau les tableaux mais sans mentionner un quelconque rejet.
Plus tard, lors de la redécouverte de Caravage au XXe siècle, le sujet de la datation des tableaux de Caravage devient central, notamment pour sa période romaine ; bon nombre d'articles sont alors publiés, qui confrontent surtout les tableaux « Contarelli » et les tableaux « Cerasi » afin de déterminer si les uns ont précédé les autres, ou même si la commande Cerasi a pu être entamée avant même l'achèvement du cycle de saint Matthieu dans la chapelle Contarelli. Après Nikolaus Pevsner, ce sont d'éminents spécialistes comme Roberto Longhi et Denis Mahon qui débattent longuement de la chronologie de ces œuvres.

### État de la recherche
La datation précise de ces tableaux est complexe à plusieurs égards : ils ne sont ni datés, ni signés — ce qui n'a rien d'inhabituel pour des œuvres produites à l'époque — et aucun document n'atteste avec certitude d'une date d'installation dans la chapelle Cerasi. Le fait que chacune des deux toiles soit produite en deux versions différentes complique encore les choses, de même que la multiplication des paiements et des commandes passées au cours de la même période. Il est toutefois établi qu'un contrat est signé le 24 septembre 1600 par le cardinal Cerasi, ce qui fournit donc une indication quant au début de la réalisation ; un autre document daté du 10 novembre 1601 atteste du paiement du solde des honoraires, ce qui semble confirmer que l'ensemble est bien réalisé entre 1600 et 1601. Ces dates sont reprises par des auteurs influents comme Roberto Longhi, Mina Gregori ou encore Catherine Puglisi.
Toutefois, une réalisation plus tardive pour les deux tableaux ultérieurs n'est pas exclue. Quelques points d'interrogation subsistent en effet : si la livraison des premiers tableaux semble confirmée en novembre 1601 (bien qu'initialement prévue pour le mois de mai), on ignore à quelle date ceux-ci sont ensuite rachetés par le futur cardinal Sannesio, et il est même possible que ce dernier n'ait en réalité obtenu que des copies retouchées. On sait en revanche que les deuxièmes versions ne sont installées dans la chapelle qu'au printemps 1605 (alors même que ladite chapelle est encore loin d'être achevée); et en termes stylistiques, l'écart est si grand d'une conception à l'autre qu'il est permis d'estimer que plusieurs années s'écoulent entretemps : une réalisation finale en 1604 est donc tout à fait plausible. C'est précisément le 1er mai 1605 que le menuisier Bartolomeo se voit confier la tâche d'installer « les tableaux des peintres » dans la chapelle contre la somme de 4 scudi et 50 baiocchi : il s'agit certainement des deux œuvres de Caravage, puisque le tableau de Carrache est déjà en place dès le 2 juin 1602 et qu'il n'y a pas là d'autres tableaux. La chapelle est enfin consacrée le 11 novembre 1606, soit cinq ans après le dernier paiement versé à Caravage.
|                                | Conversion de saint Paul (1re version) | Crucifiement de saint Pierre | Conversion de saint Paul (version définitive) |
| ------------------------------ | -------------------------------------- | ---------------------------- | --------------------------------------------- |
| Catherine Puglisi, 2005        | 1600-1601                              | 1600-1601                    | 1600-1601                                     |
| Sybille Ebert-Schifferer, 2009 | 1600-1601                              | v.1604                       | v.1604                                        |
| Fabio Scaletti, 2015           | 1599                                   | 1600-1601                    | v.1604                                        |
| Stefano Zuffi, 2016            | 1600-1601                              | 1600-1601                    | 1600-1601                                     |

## Contexte

### Place dans la carrière de Caravage

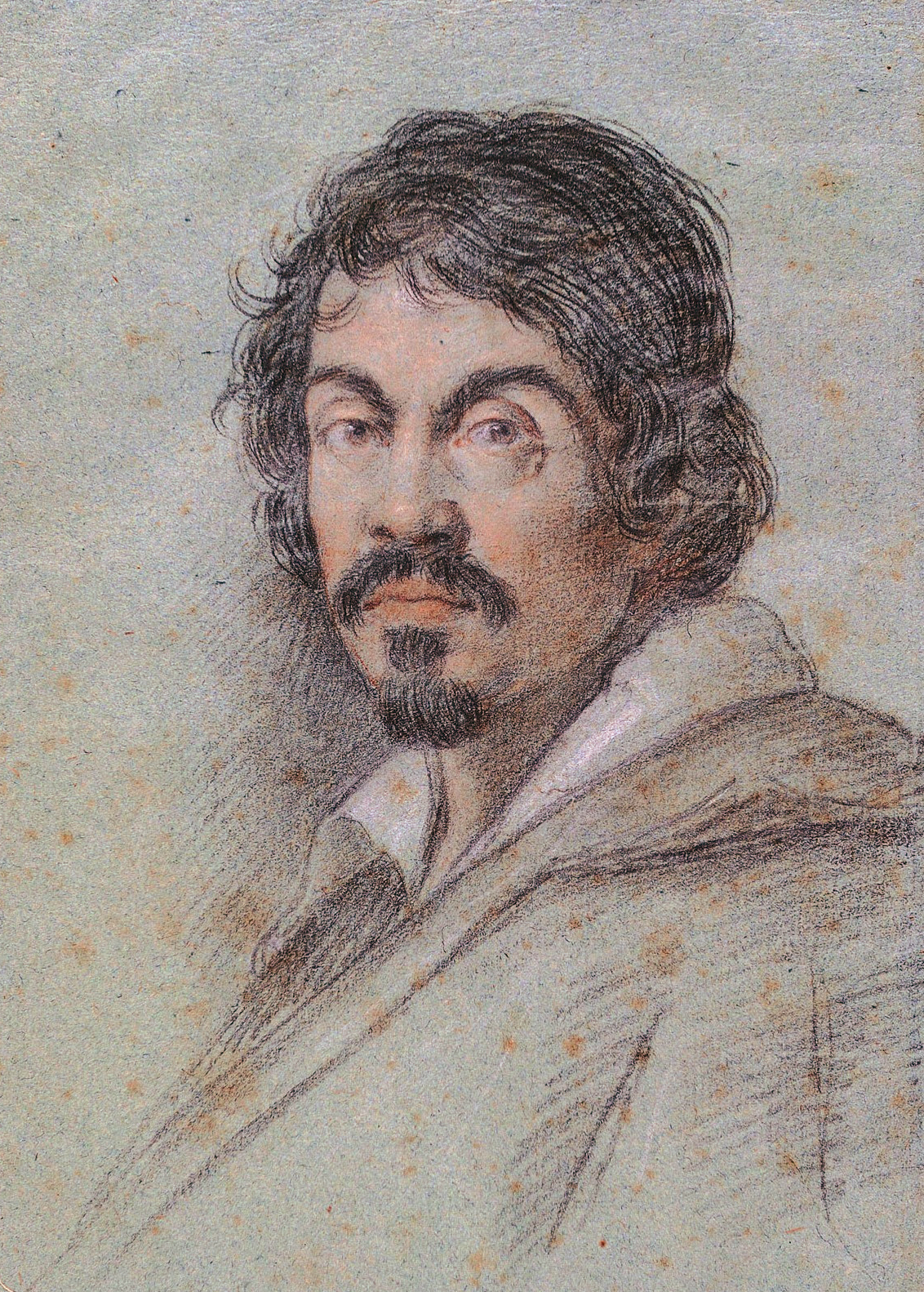
Caravage a acquis une renommée certaine à la fin du XVIe siècle, au moment où la commande Cerasi lui parvient. Portrait par Ottavio Leoni, v. 1621 (bibl. Marucelliana, Florence).

Au sortir du XVIe siècle, Caravage sort de l'anonymat : il bénéficie désormais de la protection du cardinal Del Monte, et obtient grâce à lui la commande des trois tableaux de la chapelle Contarelli, pour l'église Saint-Louis-des-Français de Rome.
Après avoir passé plusieurs années à Rome, tout d'abord à apprendre son art dans l'atelier de Simone Peterzano, le jeune Merisi produit ses premières œuvres d'importance et se démarque clairement de ses contemporains comme le cavalier d'Arpin, dont il intègre brièvement l'atelier en 1593. Il attire finalement l'attention du cardinal del Monte, qui lui achète des œuvres (il possède huit de ses tableaux à sa mort en 1627) et le prend même à son service, l'installant dans son palais romain. Au moment où il reçoit la commande de la chapelle Cerasi en 1600, Caravage bénéficie donc à la fois d'une sécurité matérielle et d'une estime certaine des milieux artistiques romains ; le succès de sa première commande publique à Saint-Louis-des-Français est la marque d'une carrière qui est désormais solidement amorcée.

### Contexte culturel
Le succès de Caravage au tournant du siècle ne signifie pas, toutefois, qu'à ce stade son œuvre puisse être considérée comme « révolutionnaire » : il apparaît plutôt comme un bon connaisseur des règles picturales du temps, règles qu'il entend certes subvertir voire mettre à bas. Les deux courants du maniérisme et du naturalisme (y compris fondé sur un vif contraste entre ombres et lumière) sont déjà vivaces à Rome, et si Caravage n'est donc pas à l'origine du naturalisme, il n'est pas non plus tout à fait débarrassé de certains aspects maniéristes comme on le perçoit par exemple dans le Martyre de saint Matthieu. Il délaisse en tout cas les thèmes profanes pour se consacrer aux grandes toiles à thème religieux, et s'inscrit dans la lignée de la pensée catholique réformiste de l'époque, comme exprimée en particulier par Charles Borromée. L'art d'inspiration religieuse est alors très codifié ; les deux œuvres de la chapelle Cerasi, avec leur focalisation sur le personnage principal, semblent d'ailleurs suivre à la lettre les recommandations du cardinal Paleotti qui, dans son Discours sur les images sacrées et profanes de 1582, indique que le peintre doit diriger et retenir l'attention du spectateur sur le sujet même de chaque tableau.

## La commande
La renommée de Caravage à Rome est telle au moment où il travaille sur la série des tableaux sur saint Matthieu, pour la chapelle Contarelli de Saint-Louis-des-Français, que de nouvelles commandes lui parviennent avant même que ces tableaux ne soient achevés. Tout d'abord, il est sollicité par le commerçant Fabio Nuti, peut-être pour réaliser sa Nativité avec saint François et saint Laurent (toile aujourd'hui disparue),. Puis il reçoit une autre commande de prestige, dont le contrat est daté du 24 septembre 1600 : pour 400 écus, il s'agit de fournir deux tableaux de côté pour décorer une chapelle de l'église Santa Maria del Popolo, toujours à Rome.

### Le commanditaire
Dans cette prestigieuse église romaine, le cardinal Tiberio Cerasi a en effet acquis auprès des Augustins de Lombardie une chapelle afin de s'y faire inhumer. Cerasi, trésorier général de la Chambre apostolique, est un personnage important qui entend laisser sa marque dans la chapelle qui porte désormais son nom ; à l'image du cardinal Contarelli, il souhaite obtenir une décoration digne de son rang et de son prestige. La chapelle est achetée deux mois avant que la commande ne soit passée, et Cerasi souhaite visiblement éviter de longs délais du type de ceux qui ont bloqué si longuement la décoration de la chapelle Contarelli ; peut-être anticipe-t-il sa mort prochaine, qui l'empêche en effet de voir les tableaux achevés. Quoi qu'il en soit, le cardinal a indiqué deux ans auparavant dans son testament que ses biens reviendraient à l'hôpital de Santa Maria Consolazione, dont les Frères sont désignés légataires universels : son père y travaillait comme médecin, et Tiberio Cerasi a toujours gardé des liens étroits avec cette institution. Né en 1544, il fait d'abord fortune grâce à ses talents de juriste à la cour papale puis est nommé trésorier général en 1596 : ces fonctions prestigieuses lui offrent l'occasion de travailler fréquemment avec le cardinal Vincenzo Giustiniani (lui-même dépositaire général de la Chambre apostolique, collectionneur et déjà propriétaire du Joueur de luth) qui l'oriente sans doute vers le nom de Caravage pour participer à la décoration de la chapelle qu'il fait aménager,. L'implication de Giustiniani est en tout cas visible dans le contrat passé entre Cerasi et Caravage, puisqu'il y est désigné comme le banquier chargé de régler au peintre les sommes dues. On peut aussi imaginer que la puissante famille Crescenzi, déjà à l’œuvre dans l'attribution à Caravage des tableaux de la chapelle Contarelli, joue un rôle là encore dans l'orientation du commanditaire vers le jeune et prometteur Merisi.
Cerasi a pu également être orienté, dans son choix de passer commande à Caravage, par l'ordre religieux des Augustins qui dirige l'église Santa Maria del Popolo (et dont les origines lombardes font écho à celles de Caravage) : leur vision de l'Homme comme récipiendaire de la grâce divine correspond tout à fait à l'esprit qui se dégage de la Vocation de saint Matthieu, très récemment installée à Saint-Louis-des-Français, c'est-à-dire à deux pas de là.

### Termes et conditions

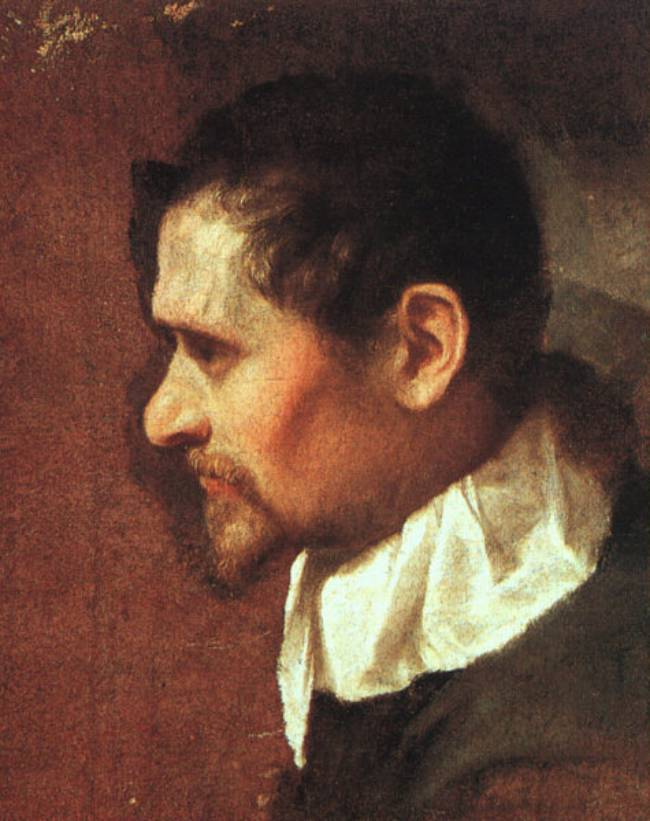
Annibale Carrache, fameux contemporain de Caravage, se voit confier la peinture du retable et de la voûte de la chapelle. Autoportrait de Carrache, v.1590-1600 (galerie des Offices).

La commande consiste à fournir deux tableaux sur panneau de cyprès (bien que le bois soit un support inhabituel pour Caravage) : une Conversion de saint Paul et un Crucifiement de saint Pierre de dix palmi de hauteur, soit plus de deux mètres. C'est le marquis Vincenzo Giustiniani, banquier de son état mais aussi collectionneur et figure éminente du milieu artistique romain, qui est chargé des modalités financières : la somme considérable de 400 écus est offerte pour la réalisation des deux tableaux, dont 50 sont versés à la signature du contrat.
Annibale Carrache se voit confier la réalisation du retable central, autour duquel doivent être installées les œuvres de Caravage, et il est exigé de Caravage qu'il fournisse des ébauches afin de faire valider ses propositions de tableaux,. Le contrat qui engage Caravage lui attribue le titre pompeux d'« egregius in urbe pictor » (« le peintre le plus talentueux de la ville ») et rapproche cet éloge du choix qui est fait de commander le retable à Carrache : on peut y voir une formule rhétorique de politesse, ou alors y déceler une intention affichée de recruter les plus grands artistes romains du temps. Par ailleurs, l'architecte choisi pour aménager la chapelle est Carlo Maderno, lui aussi un artiste d'importance. Il est probable que le contrat passé avec Caravage intervienne alors que Maderno et Carrache ont déjà été sollicités, ce qui pourrait expliquer l'exigence du support en bois. En effet, non seulement Caravage lui-même n'y est pas du tout habitué, mais on ne trouve pas de précédent dans toute l'église. Mais comme le tableau de Carrache est effectué sur bois de cyprès, le commanditaire a pu vouloir s'assurer de la cohérence de l'ensemble en exigeant le même support pour tous les tableaux.

### Contraintes

#### Dimensions
La taille des deux tableaux est restreinte par les dimensions étroites de la chapelle, et oblige donc à réaliser des œuvres très verticales, à la composition resserrée : les deux tableaux finaux mesurent 230 × 175 cm, et la première Conversion tout juste quelques centimètres de plus. L'espace disponible dans la chapelle Cerasi est plus contraint encore qu'il ne l'était pour la commande précédente dans l'église de saint-Louis-des-Français, aussi est-il nécessaire de procéder à différents ajustement d'échelle comme de perspective afin que les tableaux puissent être vus à partir de points de vue éloignés et particulièrement bas : les tableaux sont en effet accrochés à près de 2,5 m de hauteur et se situent à 5 m environ de l'étroite porte d'accès à la chapelle.
Cette contrainte liée aux dimensions particulières imposées doit donc avoir joué un rôle décisif dans certains choix de composition, et en particulier dans l'approche des personnages. Contrairement à la situation de la chapelle Contarelli, la verticalité décourage toute tentative d'expansion du récit et pousse au contraire à resserrer l'action autour d'un nombre réduit de protagonistes ; de plus, l'espace étroit contraint le point de vue du spectateur, qui se trouve en position oblique. Cette situation fait qu'au premier plan à gauche apparaît tout d'abord le bourreau agenouillé, dont on voit surtout le postérieur : Bernard Berenson, dans un humour mordant, n'y voit qu'« une étude de fesses » et Catherine Puglisi suggère également qu'« il est bien possible que Caravage ait profité de l'occasion pour glisser là une petite plaisanterie de son cru ».
Il est remarquable que la première version de la Conversion ne semble absolument pas tenir compte des conditions d'observation particulières à la chapelle ; a contrario, les versions en place de la Conversion et du Crucifiement (les secondes versions, donc) sont remarquablement bien adaptées à leur emplacement, notamment à travers les constructions en diagonale et légèrement anamorphiques pour le plan du sol, constructions qui correspondent au point de vue nécessairement oblique des spectateurs.

#### Environnement

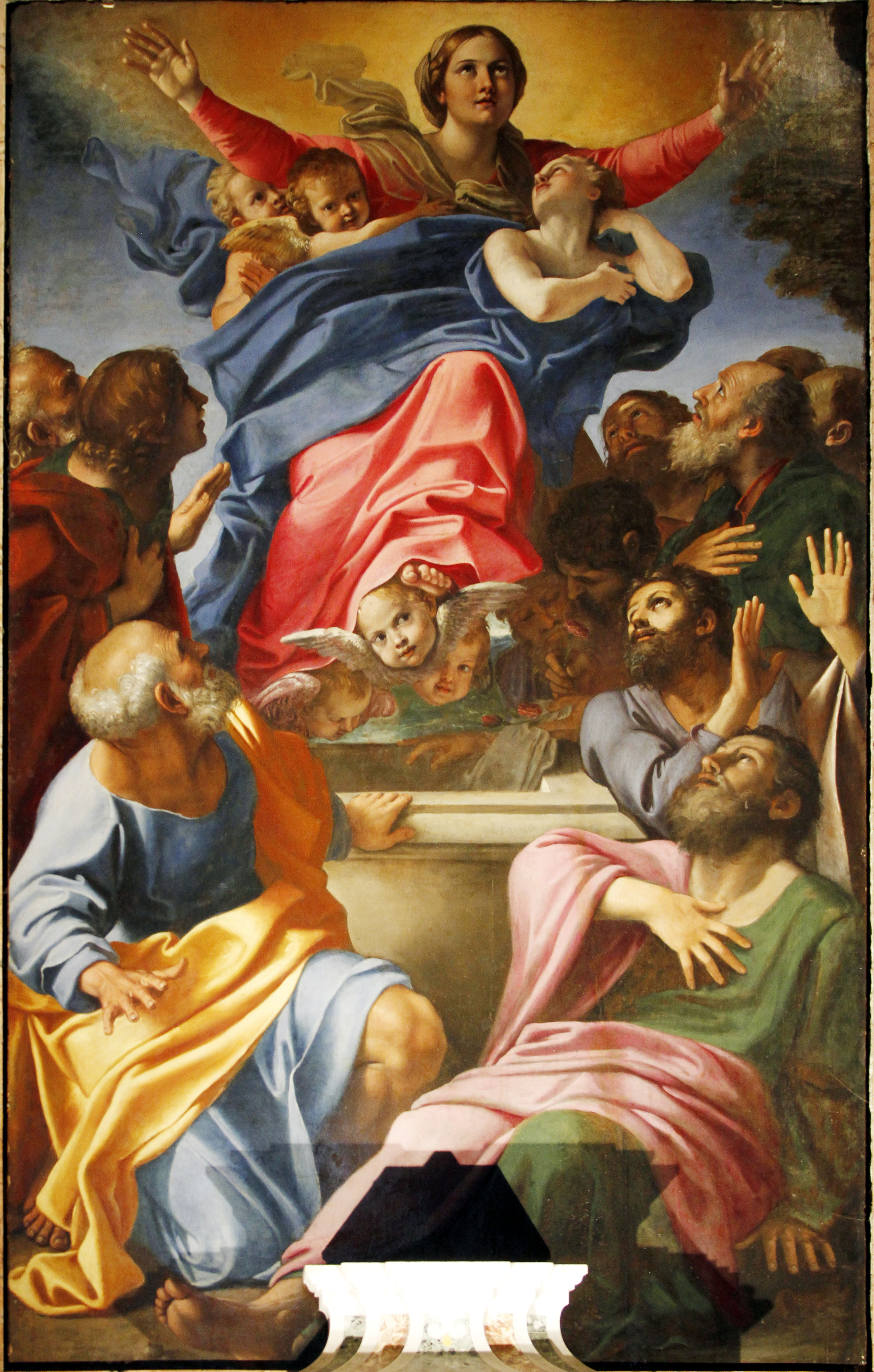
L'Assomption de la Vierge d'Annibale Carrache, tableau d'autel situé au milieu des tableaux de Caravage.

Un autre élément est nécessairement pris en compte par Caravage : l'Assomption de la Vierge, le tableau central d'Annibale Carrache qu'il vit probablement avant d'entreprendre la réalisation finale de ses propres toiles. En effet, la posture de Saül étendu, les bras grands ouverts, semble directement transposée de celle de la Vierge de Carrache. En revanche, les choix stylistiques et de composition sont très différents : Carrache comprime de grandes figures dans un espace restreint, tandis que Caravage limite les figures et joue avec l'extrême bord du cadre ; Carrache choisit une palette claire, une lumière uniforme et des personnages idéalisés alors que Caravage se limite aux teintes sombres, privilégie un éclairage très contrasté et introduit des figures populaires et subalternes. C'est une période dans la carrière de Caravage où il cherche à parvenir à une plus grande sobriété dans l'expression ; et il atteint dans ces deux tableaux à une force d'expression au moins aussi grande que dans ceux de la chapelle Contarelli. Les deux œuvres se distinguent notamment par des dispositions de personnages soumises à une géométrie rigoureuse et originale, jouant du contrapposto (diagonales contraires) et provoquant toute l'admiration dans le public romain. C'est un jeu de miroirs entre ces lignes diagonales qui est proposé par le peintre, encore renforcé par la disposition dans le coin inférieur le plus éloigné de chaque tableau de pièces de tissu monochrome.
L'historien de l'art Andrew Graham-Dixon insiste sur l'écart considérable entre les styles des deux peintres, estimant même que l'un comme l'autre choisissent délibérément de marquer leur appartenance à des styles opposés : « [l’œuvre] de Carrache incarne à la perfection les traditions auxquelles le travail de Caravage s'oppose si brutalement ». Tandis que Carrache va au bout de sa logique et des règles esthétiques et religieuses du temps en réaffirmant des valeurs de beauté idéalisée, de couleurs splendides et de transcendance exaltée, Caravage creuse au contraire son sillon en témoignant d'une piété naturaliste et en faisant usage de teintes humbles, ordinaires et peu coûteuses. Le contraste est tel qu'on peut penser qu'il n'est pas accidentel que le cheval de saint Paul soit ainsi placé qu'il montre sa croupe à l'Assomption de Carrache.
Les peintures des voûtes, quant à elles, offrent un écho direct aux tableaux et expriment la source divine des événements qui y sont représentés : à gauche, au-dessus du Crucifiement, un panneau représente Pierre agenouillé devant Jésus ; à droite, au-dessus de la Conversion, Jésus relève Paul.

#### Éclairage
La tradition voudrait que la lumière représentée dans les tableaux joue avec les sources de lumière existant — mais en l'occurrence (et contrairement à ses choix de la chapelle Contarelli), Caravage ignore la lumière provenant de l'alcôve située au-dessus du tableau d'autel. Leo Steinberg montre qu'il choisit une « source » bien différente, celle du Paradis peint sur la voûte dans l'antichambre de la chapelle, qui illumine virtuellement les deux scènes des tableaux avec une focalisation particulière sur la figure de la colombe peinte par Giovanni Battista Ricci. Ajoutée à l'observation des fresques sur la voûte, cette remarque permet de conclure que Caravage s'inscrit dans un contexte d'ensemble : ses tableaux ne sont pas des tableaux de chevalet posés là par hasard, mais ils sont pleinement conçus pour s'inscrire dans cet environnement bien précis. Steinberg renforce son observation par une analyse des formes et des raccourcis anatomiques que s'impose Caravage afin de parvenir à une anamorphose convaincante, puisque les tableaux ne sont pas prévus pour être vus de face mais en s'approchant par leur côté. Ils seraient donc conçus non pas pour une observation statique, mais pour un spectateur en mouvement, qui se déplace dans l'église jusqu'à la chapelle et aux œuvres. Toutefois, l'hypothèse de Steinberg sur cette lumière symbolique est contestée, surtout depuis une récente restauration qui fait mieux percevoir que la lumière viendrait plus logiquement du clair-étage situé à l'extérieur de la chapelle, de l'autre côté du transept. Orientée vers l'ouest, cette série de fenêtres offre une source de lumière naturelle qui est tout à fait cohérente avec celle qui frappe saint Paul dans la Conversion.
Ces subtilités de construction, sur le plan de la composition comme de l'éclairage, peuvent avoir été influencées par la fréquentation de l'entourage du cardinal del Monte, et singulièrement de son frère Guidobaldo del Monte dont le traité Perspectivae, justement publié en 1600, évoque à la fois des questions de géométrie et de perspective picturale.

## Versions successives

### L'œuvre refusée

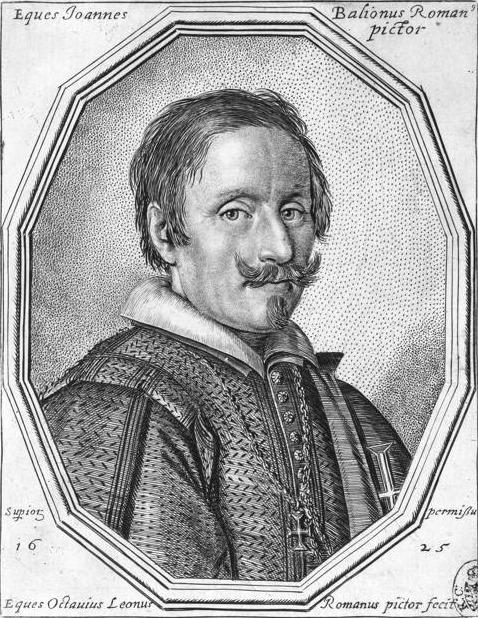
Le peintre Baglione, rival de Caravage, affirme que les tableaux de la chapelle Cerasi sont d'abord refusés par le commanditaire. Gravure d'Ottavio Leoni, 1625 (Art Institute of Chicago).

Le peintre Giovanni Baglione, contemporain et rival de Caravage, est le premier à évoquer un refus des premières versions proposées par Caravage, dans ses Vite de' Pittori : 

« Il avait d'abord fait ces tableaux d'une autre façon ; mais ces premières versions n'ayant pas plu au client, elles furent prises par le cardinal Sanessio. Caravage fit ensuite ceux qu'on voit aujourd'hui. Ils sont peints à l'huile, puisque Caravage ne travaillait pas autrement. La chance et la célébrité l'emportaient décidément. »

 Le futur cardinal Giacomo Sannessio, ami du cardinal Del Monte, aurait donc profité de ce rejet pour acquérir les deux tableaux initialement prévus.
La première version du Crucifiement de saint Pierre, si elle a jamais existé, a disparu depuis : seules des spéculations peuvent expliquer pourquoi elle aurait été remplacée par une autre. En revanche, la première version de la Conversion de saint Paul, aujourd'hui conservée en collection particulière à Rome, est bien connue et autorise donc des analyses comparatives.

La Conversion de saint Paul (première version).
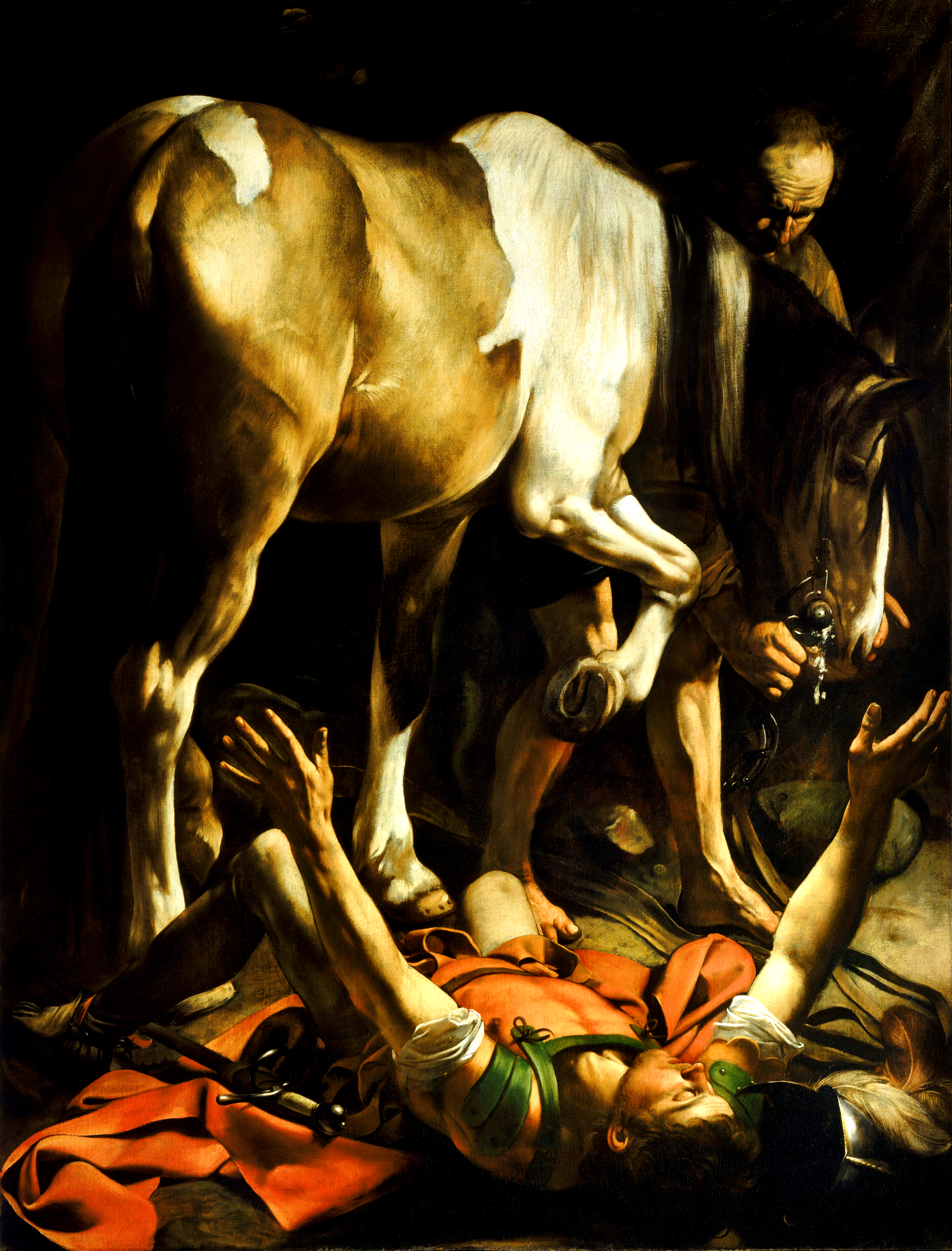
La Conversion de saint Paul (seconde version).

Un consensus critique se dégage pour noter les vastes différences entre les deux versions de cette Conversion. Roberto Longhi va jusqu'à estimer qu'il y a entre les deux « presque place pour l'ensemble du parcours de l'artiste, de la toute première jeunesse jusqu'à la pleine maturité ». La voix du Christ qu'est supposé entendre Saül n'est plus incarnée dans la seconde version ; Saül lui-même est considérablement rajeuni et ne porte plus qu'une mince barbe ; le tumulte de la scène initiale est remplacé par une situation presque dénuée de tout mouvement, apaisée comme le cheval que retient un vieux serviteur. Caravage est passé d'une première lecture littérale à une vision interprétative singulière, où la lumière joue un rôle clé. Cela lui est d'ailleurs parfois reproché, notamment par son biographe Bellori qui regrette que la scène soit « dépourvue de toute action » ; il y a là en tout cas une considérable économie de moyens, dans une composition resserrée qui témoigne d'une grande puissance d'émotion.

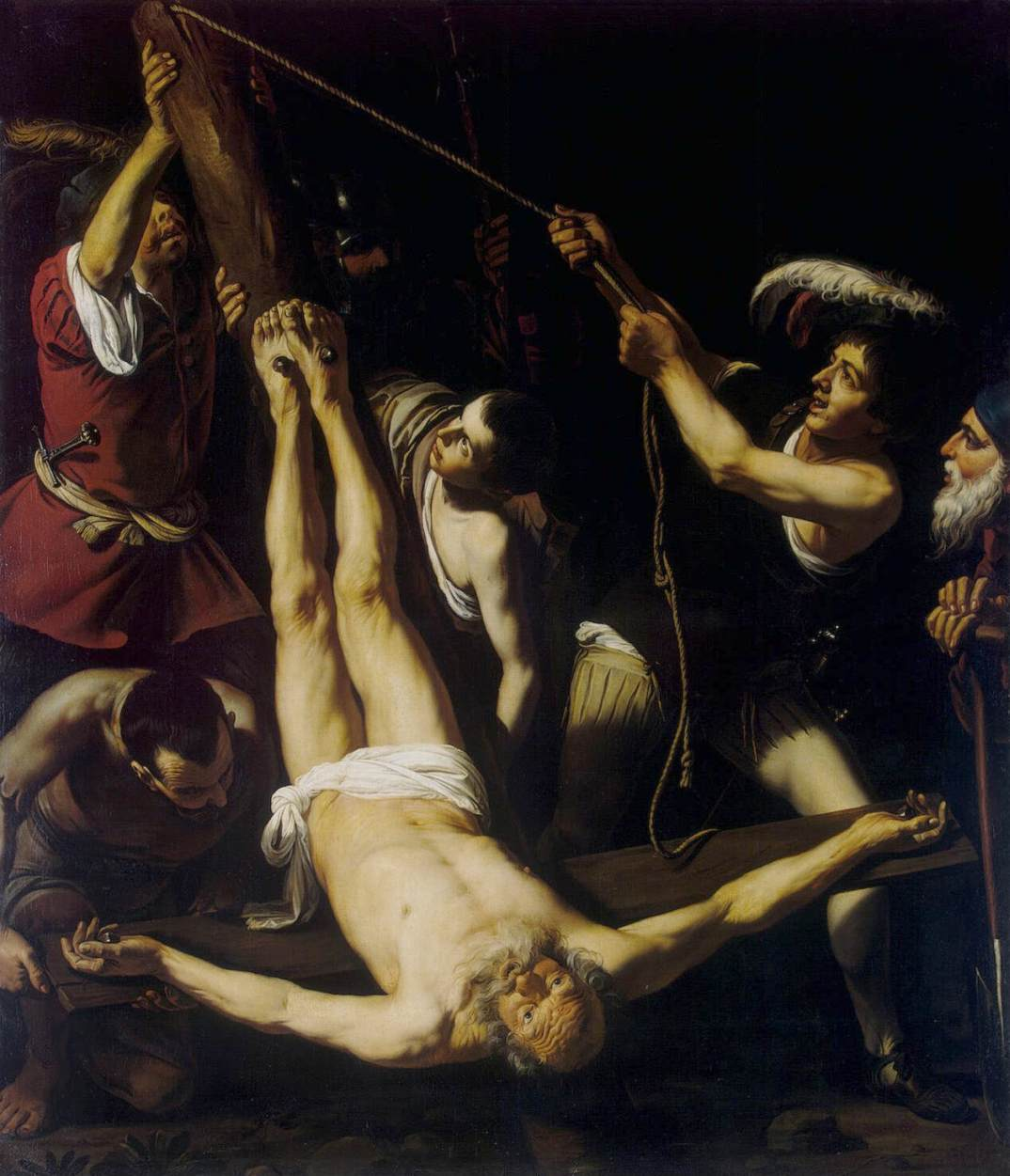
Le Martyre de saint Pierre de Luca Saltarello (?) au musée de l'Ermitage pourrait être au moins inspiré de la première version du Crucifiement de Caravage.

C'est la même économie de moyens qui se retrouve dans le Crucifiement : Caravage écarte tout effet architectural et ne montre ni la foule ni même aucun objet extérieur à la scène, à l'exception notable de la pierre au premier plan, cette « pierre » sur laquelle le Christ veut bâtir son Église. Ce dépouillement du décor, qui se retrouve dans la seconde Conversion, n'empêche pourtant pas les deux tableaux d'être empreints d'un étonnant réalisme, et d'atteindre à un naturalisme qui fascine autant à l'époque de Caravage que de nos jours.

### Un refus incertain
L'hypothèse du rejet des premiers tableaux pose toutefois bon nombre de questions, car peu d'informations réelles sont disponibles entre le contrat de 1600 et le texte de Baglione en 1642. Denis Mahon suggère par exemple que le refus pouvait faire suite à un manquement de la part de Caravage, qui aurait refusé de fournir les esquisses préparatoires promises ; ou bien que les toiles finales se soient révélées très différentes des esquisses initiales.
Mais pour Roberto Longhi, l'hypothèse du rejet n'est supportée que par les insinuations initiales de Baglione ; il pense plutôt que c'est Caravage lui-même qui souhaite remplacer les premiers tableaux par d'autres, réalisés sur toile — sa technique préférée. Longhi juge plutôt surprenant, au contraire, que la seconde Conversion n'ait pas été rejetée ni censurée ; il ne l'explique que par sa position relativement cachée, latérale, dans l'ombre, et estime que c'est ce qui justifie que ces deux œuvres aient été si longtemps ignorées. Mina Gregori n'exclut pas l'idée du refus, dans la mesure où elle juge que la première version de la Conversion a pu être considérée comme présentant une scène trop encombrante et trop mouvementée ; quoi qu'il en soit, elle constate que les tableaux définitifs offrent une représentation « sans agitation dramatique et sans le concours du pathos antique ». De son côté, Gérard-Julien Salvy comprend mal ce refus et émet l'idée que les secondes versions ont pu être proposées pour mieux tenir compte de l'intervention d'Annibale Carrache avec son chromatisme plus clair. Il juge peu plausible que la seconde Conversion, pourtant radicale dans son approche, ait été acceptée parce que placée dans un recoin sombre : c'est pour lui la marque d'une décision courageuse d'un commanditaire éclairé, mais aussi le témoignage de la confiance placée dans le désormais célèbre Caravage, qu'on sollicite à nouveau même lorsqu'une première œuvre n'a pas donné toute satisfaction. Francesca Cappelletti est d'avis similaire et n'exclut pas que Caravage ait lui-même choisi de remplacer ses propres œuvres, mais elle juge plus crédible que la décision ait été prise soit par le commanditaire, soit par le clergé après le décès de Cerasi en 1601, que ce soit à cause de la mauvaise réaction du support à la lumière une fois en place, ou encore à cause de l'inadéquation avec l'Assomption de Carrache. Une théorie proche suggère que seule la Conversion aurait été rejetée, et que c'est Caravage lui-même qui aurait décidé ensuite de refaire un nouveau Crucifiement, légèrement modifié afin de correspondre au mieux à la seconde version de la Conversion.
Une autre historienne d'art spécialiste de Caravage, Sybille Ebert-Schifferer, affirme très directement que Baglione « se trompe » et que les premiers tableaux n'ont pu être rejetés par le commanditaire. En effet, Cerasi est déjà mort à la livraison des tableaux ; d'autre part, la confrérie ne peut les avoir rejetés non plus puisque Caravage est bel et bien payé. En revanche, la quittance de son solde fait apparaître un règlement non pas de 400 mais seulement de 300 écus : ce « rabais » consenti par le peintre peut s’expliquer par son intention affichée de proposer ultérieurement une seconde version, plus conforme à ses intentions et à ses habitudes techniques. Une autre hypothèse encore situe la création de la première Conversion dès 1599, l'idée étant que ce tableau a pu être présenté non pas de façon définitive mais plutôt en vue du contrat de septembre 1600 : il ne s'agirait donc pas, là non plus, d'un véritable refus de l’œuvre à sa livraison.